# Lorenz Koller
Lorenz Koller (Innsbruck, 26 de septiembre de 1994) es un deportista austríaco que compite en luge en la modalidad doble.
Participó en dos Juegos Olímpicos de Invierno, obteniendo dos medallas en Pekín 2022, plata por equipo (junto con Madeleine Egle, Wolfgang Kindl y Thomas Steu) y bronce en doble, y el cuarto lugar en Pyeongchang 2018.
Ganó cuatro medallas en el Campeonato Mundial de Luge, en los años 2019 y 2021, y tres medallas en el Campeonato Europeo de Luge, en los años 2017 y 2020.

## Palmarés internacional
| Juegos Olímpicos   | Juegos Olímpicos      | Juegos Olímpicos  | Juegos Olímpicos  |
| Año                | Lugar                 | Medalla           | Prueba            |
| ------------------ | --------------------- | ----------------- | ----------------- |
| 2022               | Pekín (China)         | Medalla de plata  | Equipo            |
| 2022               | Pekín (China)         | Medalla de bronce | Doble             |
| Campeonato Mundial |                       |                   |                   |
| Año                | Lugar                 | Medalla           | Prueba            |
| 2019               | Winterberg (Alemania) | Medalla de plata  | Equipo            |
| 2019               | Winterberg (Alemania) | Medalla de bronce | Doble             |
| 2019               | Winterberg (Alemania) | Medalla de bronce | Doble (velocidad) |
| 2021               | Königssee (Alemania)  | Medalla de oro    | Equipo            |
| Campeonato Europeo |                       |                   |                   |
| Año                | Lugar                 | Medalla           | Prueba            |
| 2017               | Königssee (Alemania)  | Medalla de plata  | Equipo            |
| 2020               | Lillehammer (Noruega) | Medalla de oro    | Equipo            |
| 2020               | Lillehammer (Noruega) | Medalla de plata  | Doble             |